# Earl Fuller

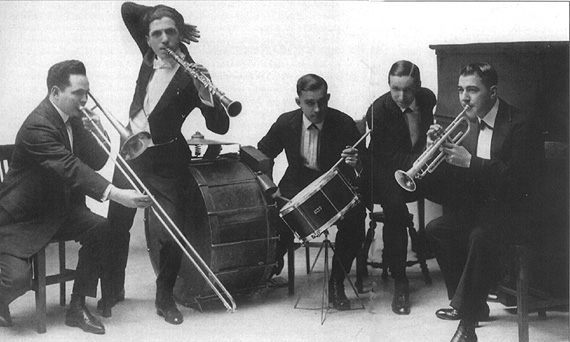
Earl Fuller’s Famous Jazz Band

Joseph Samuel „Earl“ Fuller (* 7. März 1885 in Cincinnati; † 19. August 1947 ebenda) war ein US-amerikanischer Ragtime- und Jazzpianist sowie Bandleader.

## Leben und Wirken
Fuller begann seine Karriere als Ragtime-Pianist in seiner Heimatstadt Cincinnati und zog dann nach New York City, um ein eigenes Tanzorchester zu leiten. Als Earl Fuller’s Famous Jazz Band entstanden mit dem Klarinettisten Ted Lewis erste Aufnahmen für Victor Records (Li’l Liza Jane, Ya De Dah und Beale Street Blues). Das Victor-Label versuchte damit, vom Erfolg der ersten Platte des Original Dixieland Jazz Band zu profitieren, die im Februar 1917 erschienen war. Earl Fuller’s Famous Jazz Band gehörte zu den populären Tanzbands dieser Epoche; in der Band spielten außerdem Walter Kahn (Kornett), Harry Raderman (Posaune) und John Lucas (Schlagzeug), die später den Kern des Ted Lewis Orchestra bildeten. 
Ebenfalls 1917 spielte Fuller unter der Bandbezeichnung Earl Fuller’s Rector Novelty Orchestra (mit der er im Rector’s Restaurant auftrat) 29 Titel für Columbia ein, darunter den 12th Street Rag. 1920 folgten noch zwei Plattenseiten für Pathé. Nachdem sein Erfolg nachgelassen hatte, kehrte er in seine Heimatstadt zurück, wo er bis zu seinem Tod im August 1947 mit eigenen Formationen konzertierte.

## Diskographische Hinweise

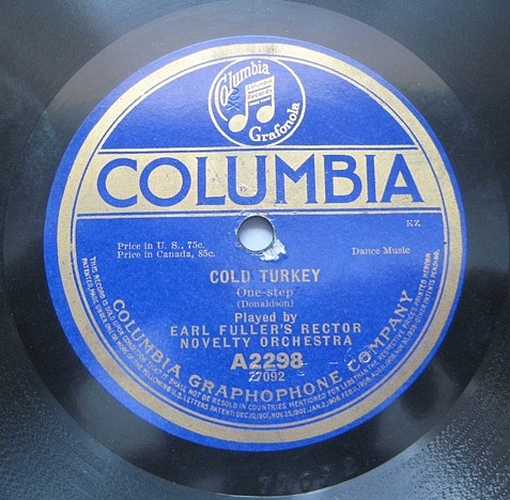
Earl Fullers erste Schallplatte
„Cold Turkey“ (Columbia)

- Classic Jazz Masters, New York Jazz Scene, 1917-1920 (Riverside Records)